# Katarzyna Mikocka-Rachuba
Katarzyna Elżbieta Mikocka-Rachuba (ur. 30 listopada 1952) – polska historyk sztuki, profesor nauk humanistycznych, profesor zwyczajny Instytutu Sztuki Polskiej Akademii Nauk.

## Życiorys
W 1976 ukończyła studia z zakresu historii sztuki na Uniwersytecie Warszawskim. 7 stycznia 1981 uzyskała tamże stopień doktora nauk humanistycznych na podstawie rozprawy Mistrz Nagrobka Leśniowolskiego, rzeźbiarz krakowski przełomu XVI i XVII w. i jego warsztat (promotor – Mariusz Karpowicz). 26 września 2002 habilitowała się w Instytucie Sztuki PAN na podstawie pracy zatytułowanej Canova, jego krąg i Polacy (około 1780–1850). 11 kwietnia 2012 nadano jej tytuł profesora w zakresie nauk humanistycznych.
Jest profesor zwyczajną Instytutu Sztuki Polskiej Akademii Nauk. Była członkinią Centralnej Komisji ds. Stopni i Tytułów; Sekcji I – Nauk Humanistycznych i Społecznych Centralnej Komisji do Spraw Stopni i Tytułów. Członkini Komitetu Nauk o Sztuce PAN.